# Thomas F. Duffy
Thomas F. Duffy (Newark (New Jersey), 9 november 1955) is een Amerikaans acteur.

## Biografie
Duffy werd geboren in Newark (New Jersey) en groeide op in Woodbridge (New Jersey), hier doorliep hij de high school aan de Woodbridge High School. Hierna ging hij studeren aan de Ohio University in Athens (Ohio). Hij begon zijn studie in rechtsgeleerdheid, dit veranderde hij later in acteren en studeerde af met een bachelor of fine arts in acteren. Tijdens zijn studietijd was hij ook actief in American football en ijshockey. In 1980 verhuisde hij naar Hollywood voor zijn acteercarrière. 
Duffy begon in 1981 met acteren met de film Miracle on Ice, hierna heeft hij nog meerdere rollen gespeeld in films en televisieseries.

## Filmografie

### Films
Uitgezonderd korte films.
- 2017 Just Within Reach - als pastoor
- 2014 Supremacy - als hulpsheriff Lansing
- 2011 Super 8 – als Rooney
- 2010 Rubber – als politieagent Xavier
- 2008 Funniest Commercials of the Year: 2008 – als kettingzaagman
- 2006 World Trace Center – als New York commandant
- 2006 The Standard – als vader van Dylan
- 2005 Gone But Not Forgotten – als chief O'Malley
- 2004 The Drone Virus – als Russell Wheeler
- 2002 Scorcher – als Anderson
- 2000 Runaway Virus – als Coyote
- 1999 Varsity Blues – als Sam Moxon
- 1999 Let the Devil Wear Black – als barkeeper
- 1998 Poodle Rising – als dikke politieagent
- 1998 Mercury Rising – als Audey
- 1997 The Lost World: Jurassic Park – als dr. Robert Burke
- 1996 The Fan – als Figgy
- 1996 Independence Day – als luitenant
- 1996 If Looks Could Kill – als officier Bryant
- 1995 Nothing Lasts Forever – als Bill Lomax
- 1995 White Dwarf – als visserman met parasieten
- 1994 The River Wild – als ranger
- 1994 Wagons East – als Clayton Ferguson
- 1994 Wolf – als Tom
- 1993 Eye of the Stranger – als Ballack
- 1992 To Protect and Serve – als Stewart
- 1992 The Mambo Kings – als Mulligan
- 1992 Two-Fisted Tales – als Scorby
- 1992 The Waterdance – als dr. Harrison
- 1991 Guilty as Charged – als Evans
- 1991 Out for Justice – als O'Kelly
- 1990 State of Grace – als man van Frankie
- 1989 The Abyss – als bouwvakker
- 1989 Danger Zone II: Reaper's Revenge – als vuilnisman
- 1985 To Live and Die in L.A. – als creditcard vervalser
- 1985 Command 5 – als Lew
- 1984 Getting Physical – als moordenaar
- 1983 Baby Sister – als Michael Fancher
- 1982 Death Wish II – als Nirvana
- 1981 Miracle on Ice – als Dave Christian

### Televisieseries
Uitgezonderd eenmalige gastrollen.
- 2009-2011 The Middle – als Jack Meenahan – 3 afl.
- 2001 Family Law – als Carl Layton – 2 afl.
- 1997 Days of our Lives – als Frank Paton – 9 afl.
- 1988 A Year in the Life – als Ross – 2 afl.